# الذئبان (نجم)
نجم الذئبان  أو بسي التنين بالإنكليزية Psi Draconis له اسم تقليدي Dziban مشتق من الاسم العربي. هو نجم في كوكبة التنين . ويشتبه أن يكون نجم ثنائي ورفيقة ذو كتلة قليلة .
له قدر ظاهري يتراوح بين 4.59 إلى 5.81 يبعد حوالي 71 سنة ضوئية عن الأرض